# Зырянка (Якутия)
Зыря́нка — посёлок городского типа, административный центр Верхнеколымского района Якутии. Расположен на левом берегу реки Колыма при впадении реки Ясачная.
Население — 2455 чел. (2023).
Образует Городское поселение «посёлок Зырянка».
В 5 км от посёлка расположено село Верхнеколымск, которое было основано в 1647 году как казачье зимовье.

## Предыстория
В конце 1920-х годов советским правительством было принято решение о форсированной индустриализации в СССР. По результатам колымских геологоразведочных экспедиций 1928—1929 годов Ю. А. Билибина и 1930—1931 годов В. А. Цареградского Политбюро ЦК ВКП(б) приняло решение об освоении территорий в бассейне реки Колымы. При этом в 1928—1930 годах гидрографическая партия водных путей под руководством иркутского ученого И. Ф. Молодых исследовала реку Колыму и сделала вывод о возможности сквозного судоходства от её устья до колымских порогов.
11 ноября 1931 года вышло постановление ЦК ВКП(б) за подписью И. В. Сталина «О Колыме», которое предписывало образовать на Колыме «Специальный трест с непосредственным подчинением ЦК ВКП(б)». Уже 13 ноября 1931 года был организован Государственный трест по дорожному и промышленному строительству в районе верхней Колымы «ДАЛЬСТРОЙ». Тресту были поручены поиск, разведка и разработка месторождений всех полезных ископаемых на территории Ольско-Сеймчанского района Дальневосточного края, и строительство автомобильных дорог от бухты Нагаево до районов добычи. Директором треста «Дальстрой» 14 ноября 1931 года был назначен Эдуард Петрович Берзин. Уже 4 февраля 1932 года в бухту Нагаево прибыло руководство «Дальстроя» во главе с Эдуардом Берзиным, вольнонаёмными работниками и стрелками военизированной охраны. На этом же судне в бухту Нагаева была доставлена первая сотня заключённых.

## История

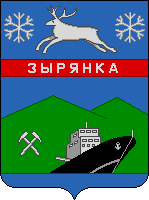
Старый герб

Посёлок возник в 1937 году в связи с разработкой месторождения каменного угля. В посёлке размещалось управление Зырянлага — исправительно-трудового лагеря, действовавшего в структуре Дальстроя.
Посёлок Зырянка был назван в честь первооткрывателя р. Колымы Дмитрия Зыряна, который в 1643 году на стадухинской протоке заложил зимовье, ставшее Нижнеколымским острогом. Тогда же Дмитрий Зырян со своим отрядом, поднявшись вверх по Колыме, основал Среднеколымский острог, а затем и Верхнеколымскую крепость.
Первые сведения о наличии каменных углей в бассейне р. Колымы приводятся И. Д. Черским в 1891 году. Он описал угленосные отложения в верховьях р. Зырянки (левый приток р. Колымы) и её притоках до ручья Харана-Улах (якут. Хараҥа-Уулаах).
В 1933 году была организована специальная Верхнеколымская экспедиция, возглавляемая В. А. Цареградским, которая изучала месторождения угля и определила участки для детальной разведки. Возникла необходимость строительства нового посёлка. Сначала посёлок был заложен в устье реки Зырянки.
Весной 1936 года здесь побывал директор «Дальстроя» Э. П. Берзин. Место, выбранное для строительства посёлка, оказалось неудачным. Встал вопрос о срочном переносе строительства пароходства на новое место. После бесед с местными жителями с. Верхнеколымска было решено строить центр пароходства на левом берегу реки Ясачной, а отстой и ремонт флота осуществлять на противоположном берегу в слепой протоке — Барыбыликин, где тогда был лесной массив, заросли кустарников охты, кислицы, а по берегу Колымы — ивняка. По совпадению, посёлок начали строить именно на том берегу, куда после 76-дневного путешествия из Якутска до Колымы ступил И. Д. Черский. С момента основания до 1954 года строительством посёлка занимались заключённые Зырянлага.
В 1937 году была основана школа. В 1938 году посёлок стал первым на Колыме населённым пунктом с центральным отоплением. В 1954 году с территории Зырянки были убраны лагеря и основан Верхнеколымский район. В 1954 году в посёлке начала выпускаться районная газета Колымские новости.
Среднемесячная зарплата в 1986 году составила 408 рублей, что значительно больше, чем по республике и в стране в целом.

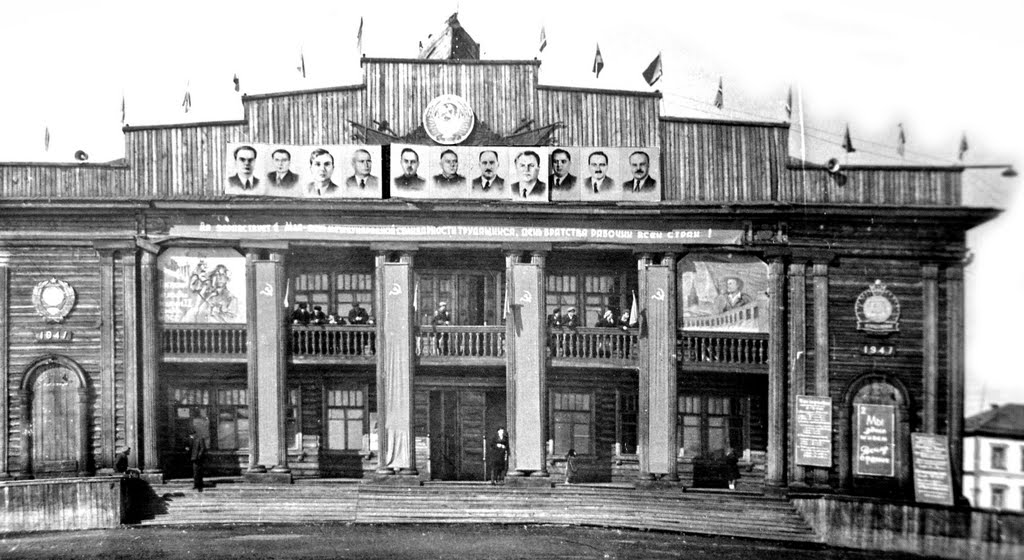
ДК «Водник», июль 1951 года

До 1987 года в Зырянке располагалось самое большое деревянное здание в Якутии — ДК «Водник», которое являлось главной достопримечательностью района. Здание было построено в 1945—1947 годах по спецпроекту репрессированного московского архитектора А. В. Кочешкова. Просуществовав 40 лет, в 1987 году здание ДК «Водник» было разобрано несмотря на нежелание зырянцев.
В советское время Зырянку окрестили[кто?] «Жемчужиной Колымы».
На территории Зырянки были открыты несколько памятников истории и культуры:
- памятник Владимиру Ленину (установлен в 1967 году в центре п. Зырянки на площади Ленина в честь 50-летия Октябрьской революции);
- памятник Василию Дмитриевичу Котенко (открыт в 1968 году, в 2003 году разрушен вандалами);
- памятник Льву Толстому;
- памятник в знак дружбы народов (открыт в 1972 году работниками Зырянской ремонтно-эксплуатационной базы флота в честь 50-летия со дня образования Якутской АССР).

## Климат
По классификации климатов Кёппена в Зырянке субарктический климат с коротким прохладным летом и очень холодной зимой (индекс Dfd). Среднегодовая температура составляет примерно −11 °C, в год выпадает примерно 260—310 мм осадков. Абсолютный минимум октября Зырянки не достигает даже -35° С, что делает его одним из самых высоких в Республике Саха по этим числам, для сравнения в Верхоянска октябрьский минимум почти на 14° градусов меньше, а расчётный минимум перед ноябрём в Оймяконе и вовсе должен составлять на 15-16 градусов ниже, абсолютный минимум Ноября в Шелагонцах и Усть-Моме также более чем на 25 градусов ниже Зырянского октября. 
| Показатель                                  | Янв.  | Фев.  | Март  | Апр.  | Май   | Июнь | Июль | Авг. | Сен.  | Окт.  | Нояб. | Дек.  | Год   |
| ------------------------------------------- | ----- | ----- | ----- | ----- | ----- | ---- | ---- | ---- | ----- | ----- | ----- | ----- | ----- |
| Абсолютный максимум, °C                     | −8,2  | −4,9  | 4,0   | 13,7  | 27,5  | 33,8 | 36,8 | 33,0 | 26,5  | 15,0  | 0,4   | −4,7  | 36,8  |
| Средний суточный максимум, °C               | −33   | −29,2 | −18,4 | −5,7  | 8,3   | 18,4 | 20,6 | 16,4 | 8,2   | −7,7  | −24,1 | −32   | −6,8  |
| Средняя температура, °C                     | −36,5 | −33,1 | −24,1 | −11,4 | 3,8   | 13,5 | 16,4 | 11,9 | 4,3   | −10   | −26,2 | −35   | −11,1 |
| Средний суточный минимум, °C                | −40,5 | −39,1 | −32,6 | −19,9 | −2,4  | 7,6  | 10,1 | 6,6  | −0,1  | −15,4 | −31,5 | −39,1 | −16,6 |
| Абсолютный минимум, °C                      | −55,6 | −54,8 | −51,9 | −40,6 | −26,4 | −7,2 | −0,2 | −4,3 | −12,3 | −34,8 | −50,2 | −54,4 | −55,6 |
| Норма осадков, мм                           | 19,9  | 16,0  | 18,2  | 18,1  | 32,1  | 59,3 | 53,8 | 49,5 | 40,1  | 45,0  | 29,9  | 21,0  | 302,6 |
| Источник: , Абсолютные минимумы и максимумы |       |       |       |       |       |      |      |      |       |       |       |       |       |

## Население
| 1959  | 1970  | 1979  | 1989  | 2002  | 2009  | 2010  |
| ----- | ----- | ----- | ----- | ----- | ----- | ----- |
| 4245  | ↗5260 | ↗5749 | ↗6687 | ↘3749 | ↘3375 | ↘3170 |
| 2011  | 2012  | 2013  | 2014  | 2015  | 2016  | 2017  |
| ↘3154 | ↘3080 | ↘3009 | ↘2913 | ↗2928 | ↘2915 | ↘2860 |
| 2018  | 2019  | 2019  | 2020  | 2020  | 2021  | 2022  |
| ↘2793 | ↘2729 | →2729 | ↘2700 | →2700 | ↘2521 | ↘2490 |
| 2023  |       |       |       |       |       |       |
| ↘2455 |       |       |       |       |       |       |

## Экономика

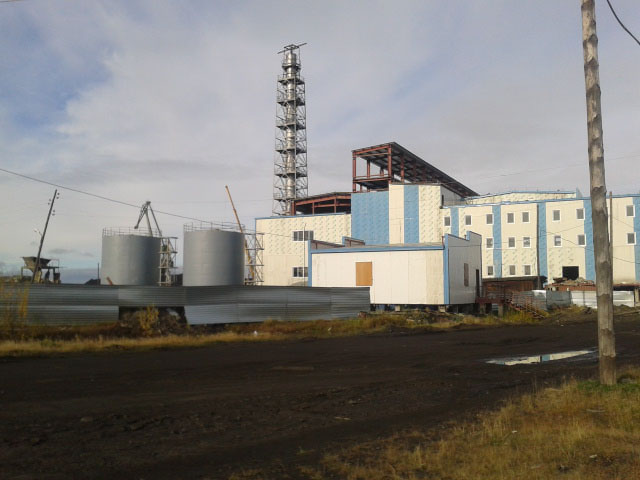
Мини-ТЭЦ

Добыча угля является главной отраслью экономики района. Посёлок снабжает углём потребителей Якутии, Магаданской области и Чукотского автономного округа.
В посёлке базируется АО «КСК», которая занимается транспортировкой угля и завозом промышленных и продовольственных товаров.
В посёлке в 2008 году началось строительство Мини-ТЭЦ мощностью 12,5 МВт и 25 Гкал/час. С 2011 по 2015 год строительство было заморожено из-за банкротства компании-застройщика. В 2015 году работы были возобновлены для консервации объекта как незавершённого строительством.
Улицы с асфальто-бетонным покрытием не ремонтировались с момента укладки в 1980-х годах.
Сотовая связь появилась в июне 2009 года.
Операторами являются: Мегафон, МТС, с 2013 Билайн.
Действуют аэропорт, речная пристань.

### Компании расположенные в Зырянке
Транспортные
- Филиал «Аэропорт Зырянка» федерального казённого предприятия «Аэропорты Севера»
- Филиал АК «Полярные Авиалинии»
- Верхнеколымская транспортная компания
- АО «КСК»
- Филиал ООО Якутское авиационное агентство «Норд Хэндлинг»

Управляющие
- Филиал ГУП ЖКХ РС (Я)
- ООО «Грифон»
- ООО «Прометей»
- ИП Кулешова

Финансовые
- Филиал Министерства финансов РС(Я)
- ПАО «Сбербанк»
- Филиал Центробанка РФ

Строительные и ремонтные
- Филиал ЗАО «Норд Шахт Строй»
- ОАО «Универсал Комплект»

Продовольственные
- ООО «Диалог»
- ОАО «Хлебозавод»
- ОАО «Агроферма»
- ИП Арабов
- ИП Мартынова
- ИП Малышева
- ИП Королёва
- ИП Сафронеев
- ИП Стасюк
- ИП Таванец

Почта и связь
- Филиал «Почта России»
- Филиал Ростелекома
- «МТС» с 2009 г.
- «Мегафон» с 2009 г.
- «Билайн» с 2013 г.

## Культура и спорт
В Зырянке очень популярны праздники: День Победы, День России и День Речника. Но особое место в иерархии праздников у жителей занимает День Зырянки, который отмечается либо в конце августа либо в начале сентября. На нём проходят мероприятия, такие как: концерт на площади Ленина, выставка экспонатов народно-прикладного творчества, праздничный салют, который порой превосходит салютование на новый год, и другие мероприятия посвящённые дню рождения посёлка. На праздник съезжаются со всего района, приезжают делегации из Якутска, также приезжают бывшие жители района, уехавшие отсюда, но навсегда оставившие память о Колымском крае.

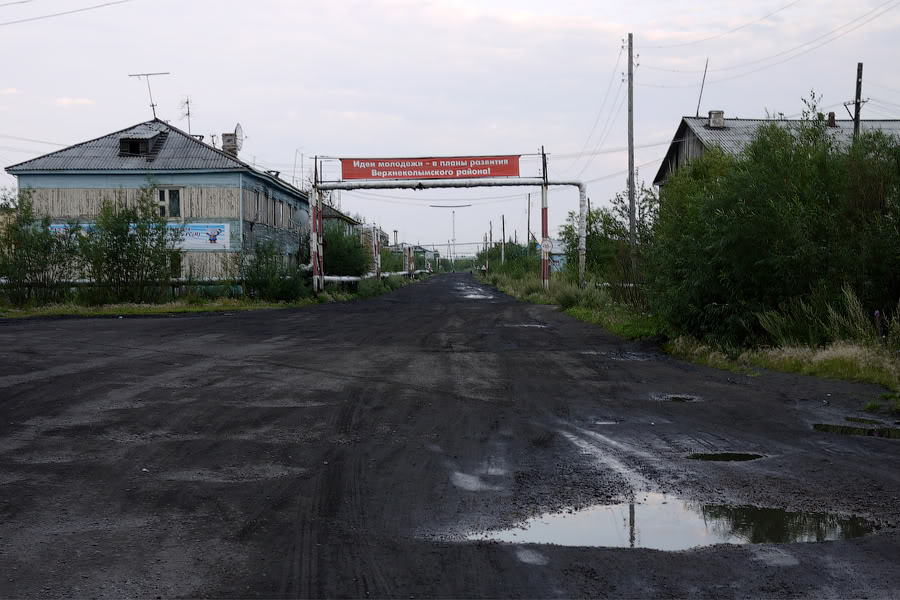
Ул. Победы

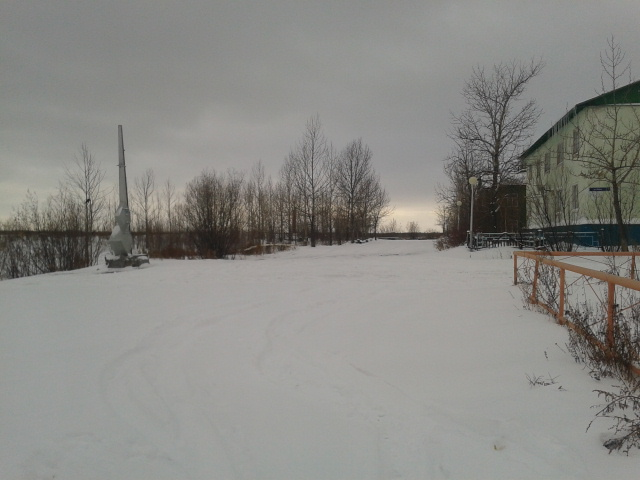
Улица Стадухина

На концерте выступают звёзды местного масштаба, проживающие в Якутске и коллективы с наслегов. День Зырянки, хоть и праздник отдельно взятого посёлка, но отмечают его всем районом, что-то вроде местного дня народного единства.
Ежегодно в Зырянке в КДЦ «Надежда» проходит конкурс «Колымская звёздочка», который неизменно привлекает местных жителей и гостей. Постоянными фаворитами являются — народный танцевальный коллектив «Лондол» и ансамбль «Ярхадана», в некотором роде уникальные коллективы, так как они единственные, кто пропагандирует танцевальную и фольклорную культуру маленького народа — верхнеколымских юкагиров (одулы).
В Зырянке, как и во всём районе, популярными видами спорта являются футбол, мини-футбол и борьба.
Ежегодно проходит спартакиада трудовых коллективов, реже проходят спартакиады среди школьников.
В 2007 году проходил «Кубок Колымы» среди взрослых команд, где победу одержала команда Зырянки, вторыми стали участники со Средней Колымы, а третье место у команды Нижней Колымы.
В 2005 году в Зырянке был открыт Верхнеколымский общеисторический музей «Сибириада», а в 2009 — Зырянский краеведческий музей.
В 2008 и в 2010 годах в районном центре Верхнеколымского района проходил возрождённый «Кубок Колымы» по футболу среди молодёжи. В 2008 году в нём приняли участие хозяева турнира «Сборная Зырянки», а также сборные команды Нижнеколымского, Среднеколымского и Абыйского районов. Триумфатором турнира стала сборная команда хозяев, переигравшая на своём поле всех соперников: Зырянка—Черский 2:1, Зырянка—Белая гора 5:1, Зырянка—Среднеколымск 1:0, второе место заняла команда Среднеколымского района, победив сборную Нижней Колымы со счётом 6:0 и Белую гору 1:0. Третье место взяла Белая гора выиграв Черский 3:0.
В 2010 году участников стало меньше — не приехали команды из Белой горы и Черского, их заменила сборная Арылаха, представлявшая село Усун-Кюёль. Победителем снова стала команда Зырянки, уверенно обыграв своих конкурентов в двух матчах с одинаковым счётом 5:2. 2-е место сборная Среднеколымского района и 3-е Арылах.
Также в посёлке проводят ежегодные турниры по волейболу и конечно же по борьбе, где фаворитами исконно считаются борцы Зырянки и Усун-Кюёля.
В 2017 году в Зырянке началось строительство культурно-спортивного комплекса «Водник», основную финансовую нагрузку которого взяла на себя алмазодобывающая корпорация «Алроса». Культурно-спортивный комплекс «Водник» был введён в эксплуатацию к 2023 году.

## Известные люди
- Ткач, Татьяна Дмитриевна (1944) — народная артистка Российской Федерации (2002), родилась в Зырянке

## Галерея

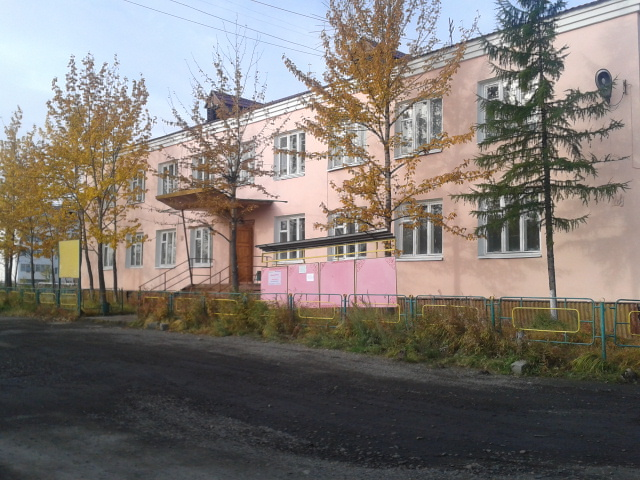
Культурно-досуговый центр «Надежда»
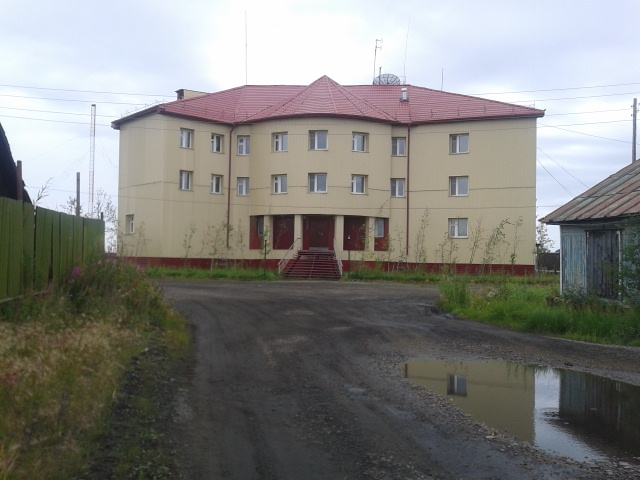
КРВПиС
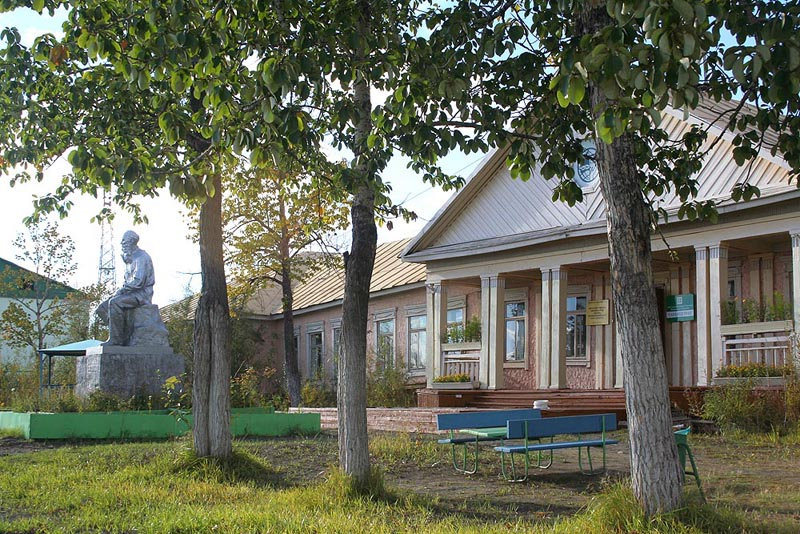
Библиотека
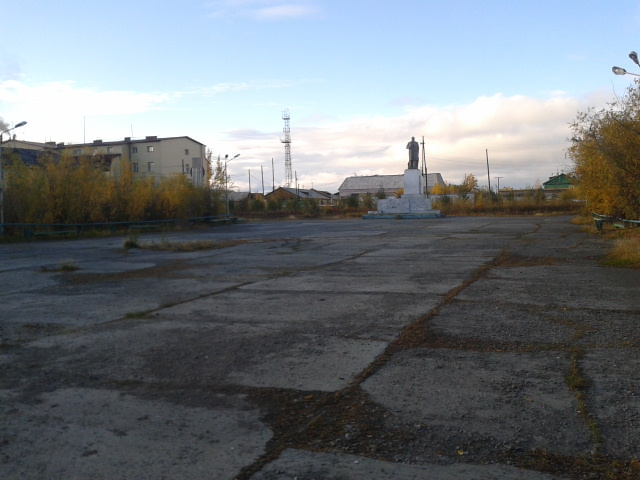
Площадь В.И.Ленинa
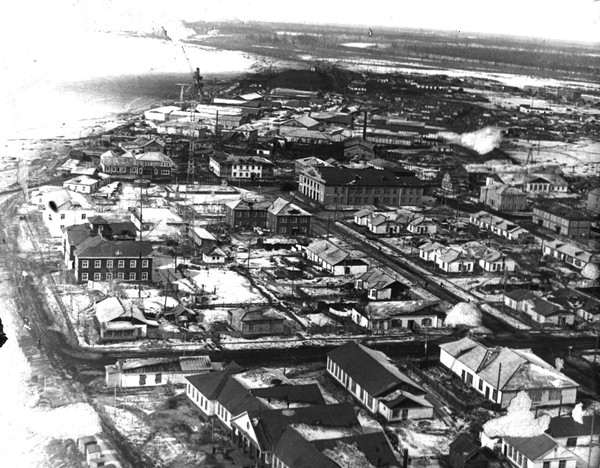
Зырянка XX век
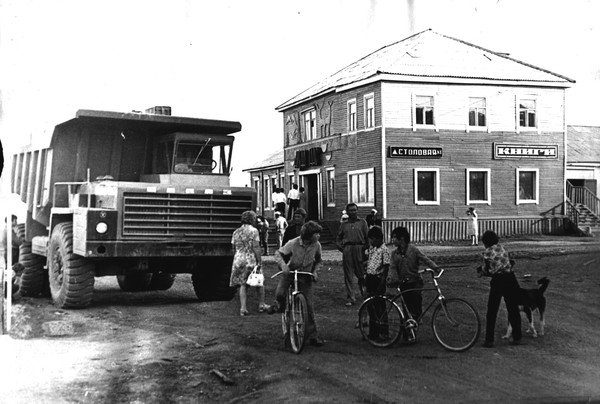
улица Связи, XX век
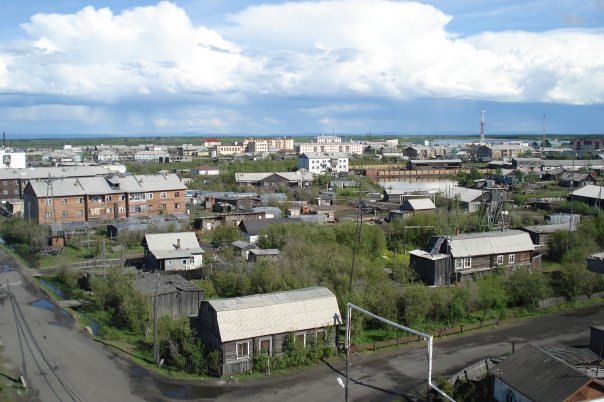
Зырянка 2008 г.
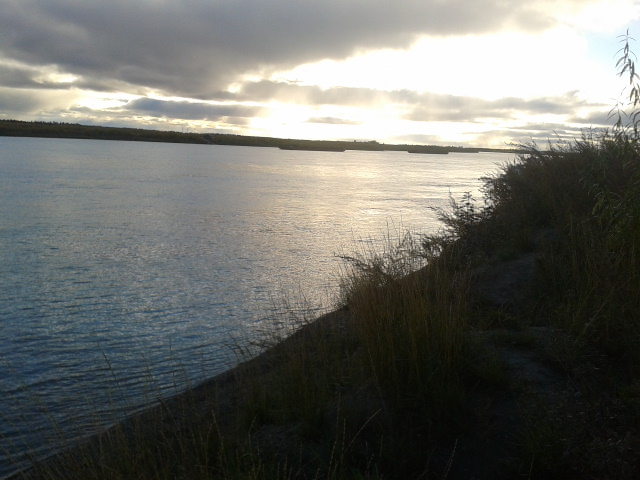
Река Ясачная
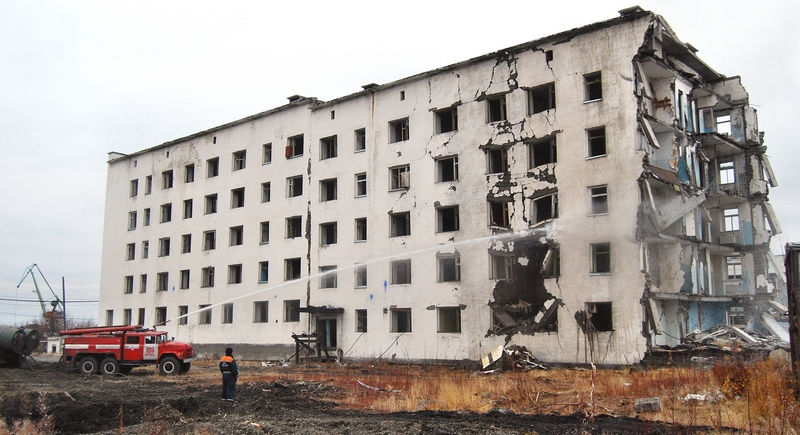
Разрушенная пятиэтажка
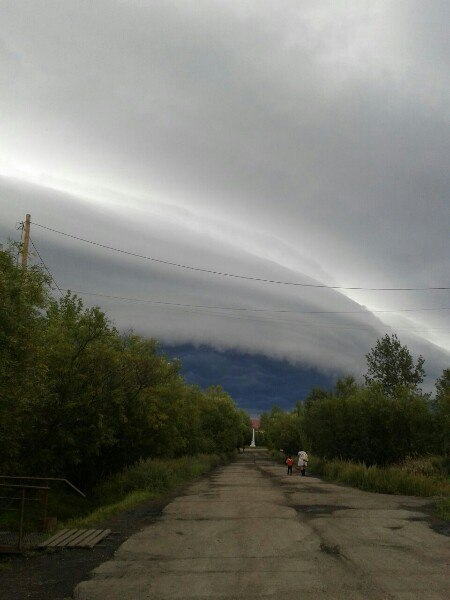
Облачное цунами над Зырянкой
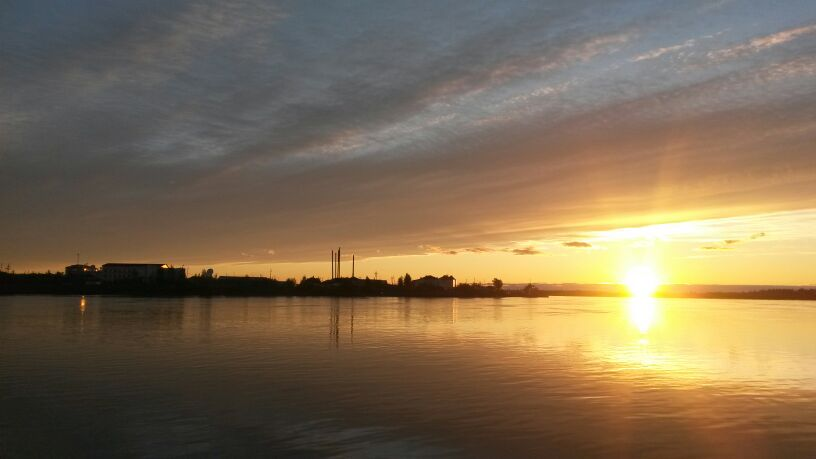
Устье реки Ясачная
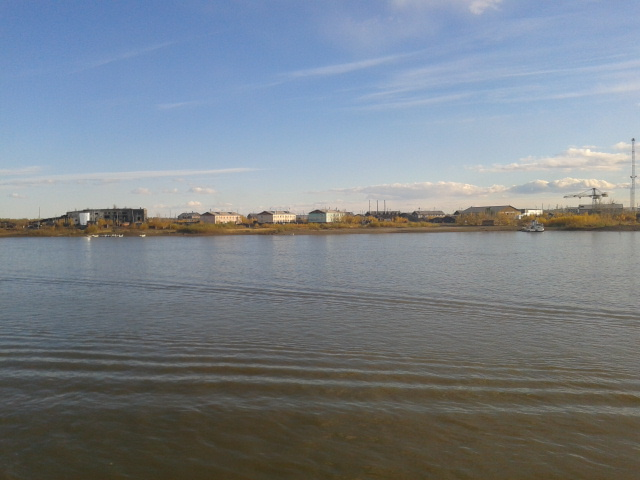
Затонская часть посёлка
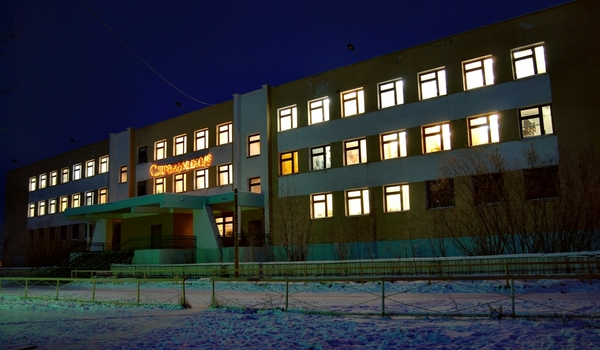
Зырянская средняя общеобразовательная школа
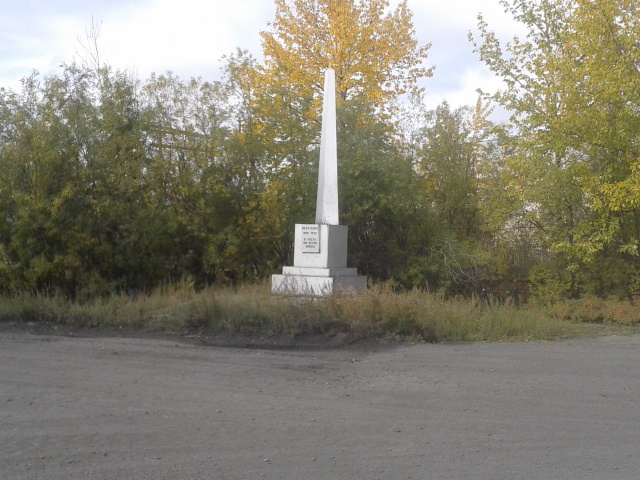
Разрушенный монумент Котенко
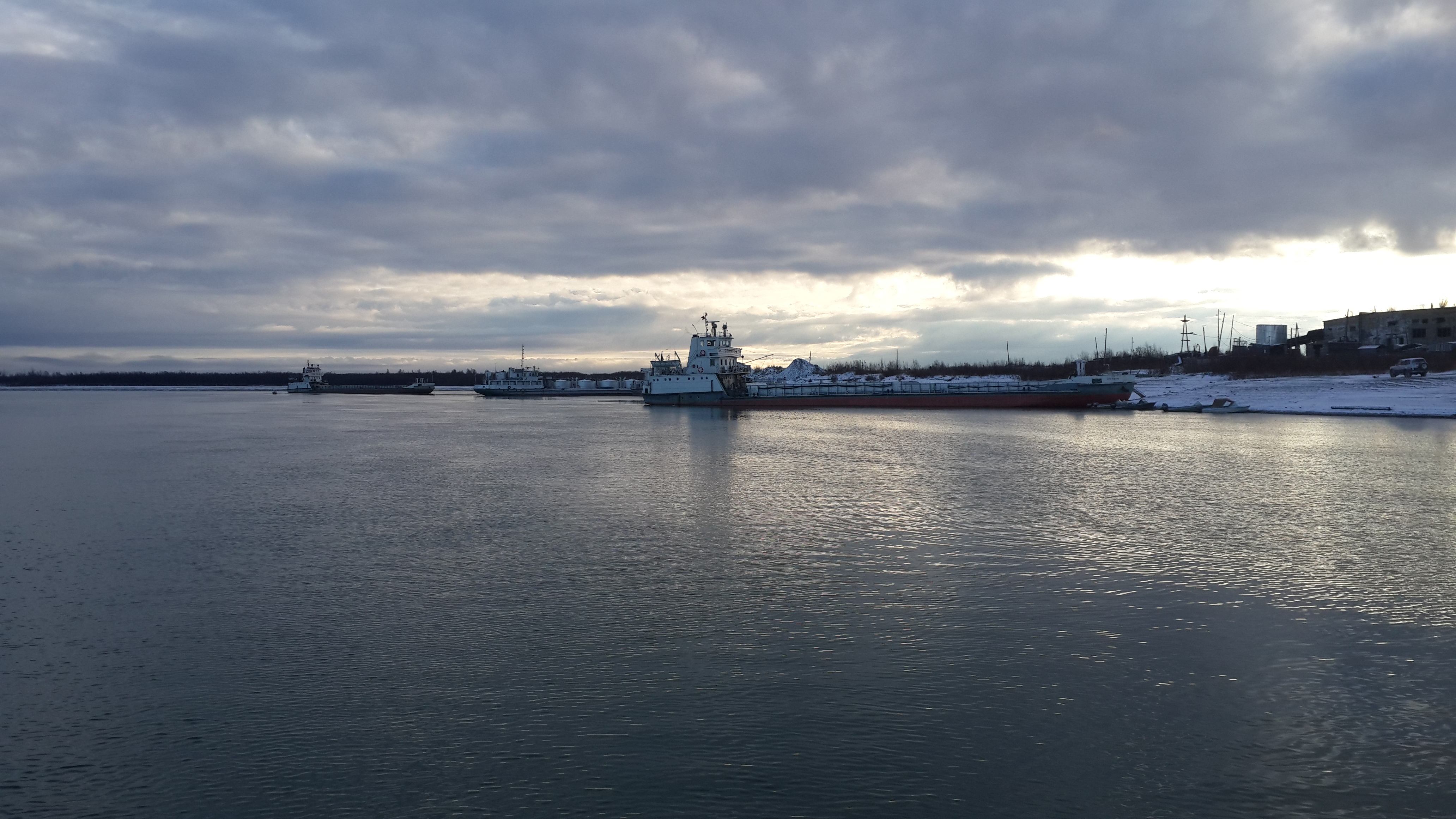
Зимовка кораблей на р.Ясачной между Зырянкой и Затоном